# Giuliano di Emesa
Giuliano di Emesa (... – circa 284) subì il martirio ed è considerato santo. È ricordato il 6 febbraio. Nacque a Emesa.